# Thorictodes erraticus
Thorictodes erraticus là một loài bọ cánh cứng trong họ Dermestidae. 
Loài này được Champion mô tả khoa học năm 1922.